# Adams Academy
Die Adams Academy ist ein ehemaliges Schulgebäude in Quincy im Bundesstaat Massachusetts der Vereinigten Staaten. Es wird heute von der Quincy Historical Society als Museum und Bibliotheksgebäude genutzt. Am 6. September 1974 wurde die Adams Academy als Baudenkmal in das National Register of Historic Places aufgenommen. Seit dem 19. April 1994 hat das Gebäude den Status einer National Historic Landmark.

## Geschichte
Die 1872 eröffnete, nach ihrem Stifter John Adams benannte Adams Academy wurde bis 1907 als Jungenschule betrieben. Zunächst besuchten 23 Schüler – davon 6 aus Quincy – die Schule, doch bereits 1876 hatte sie 140 Schüler, was zugleich ihren Höhepunkt markierte. Ihre Ausbildung war darauf ausgelegt, die Schüler auf den Besuch des Harvard College vorzubereiten. Zu den ersten Schülern zählten auch Söhne der Adams-Familie.
Ende des 19. Jahrhunderts ging die Schülerzahl jedoch stark zurück, was darauf zurückgeführt wird, dass die klassische Ausbildung der Adams Academy aus der Mode gekommen war, weitere Schulen in der Nähe eröffnet hatten und die öffentlichen, kostenfreien Schulen immer mehr an Qualität und Beliebtheit gewannen. Da an der Adams Academy talentierte Schüler aus Quincy häufig kein Schulgeld zahlen mussten, weil dies über Stipendien abgedeckt wurde, fehlten der Schule aufgrund der ausbleibenden auswärtigen Schüler schließlich die notwendigen finanziellen Mittel, sodass sie 1907 schließen musste.
Als Schuldirektoren dienten der Academy Dr. William Reynolds Dimmock (1872–1878), der Sohn von Edward Everett Dr. William Everett (1878–1893 / 1897–1907) und William Royall Tyler (1893–1897).
Nach ihrer Schließung wurde das Gebäude durch den Adams Temple and School Fund instand gehalten und für unterschiedliche Zwecke genutzt, unter anderem von der American Legion, dem Roten Kreuz und den Boy Scouts of America. Bereits 1934 gab es die ersten Ideen, das Gebäude der Quincy Historical Society zur Verfügung zu stellen, die jedoch erst 1972 verwirklicht wurden. Seither least die Organisation das Gebäude vom Eigentümer Adams Temple and School Fund und nutzt es als Museum und Bibliothek.

## Weitere Objekte auf dem Grundstück
Auf dem Gelände der Adams Academy befinden sich noch weitere Objekte, die jedoch nicht als zur historischen Relevanz beitragend bewertet wurden. So steht auf einem Granitsockel eine große, aus Bronze bestehende Büste, die den 1737 an dieser Stelle geborenen John Hancock darstellt. Sie wurde der Stadt Quincy im Jahr 1951 von der John Hancock Mutual Insurance Company geschenkt und in diesem Zuge aus dem alten John Hancock Building in Boston entfernt. Auf der Rückseite erläutert ein Text das Wirken von Hancock, auf der Vorderseite ist seine Unterschrift in Bronze abgebildet.
In einer Ecke des Grundstücks steht der grob aus Granit gehauene Meilenstein Ten Mile Stone, der um 1730 als Wegmarker des Boston-Plymouth Highway diente, der von Boston über Quincy und Milton bis nach Plymouth und unmittelbar am Wohnhaus von John Hancock vorbei führte. 1911 wurde der Meilenstein restauriert und an seinen heutigen Standort versetzt.
Ein Steinkreis markiert heute den Standort des Brunnens von John Hancocks Wohnhaus. Die Feldsteine wurden dem Originalbauwerk entnommen.
Schließlich gibt es zwei Denkmale an den Ersten Weltkrieg auf dem Grundstück der Adams Academy, die 1924 von Bruce Wilder Saville bzw. 1928 von F. F. Ziegler geschaffen wurden.